# Simnia aequalis
Simnia aequalis är en snäckart som beskrevs av Sowerby 1832. Simnia aequalis ingår i släktet Simnia och familjen Ovulidae.

## Underarter
Arten delas in i följande underarter:
- S. a. aequalis
- S. a. vidleri